# Un posto al sole d'estate
Un posto al sole d'estate è stata una soap opera italiana prodotta da Rai Fiction e da Grundy Italia, andata in onda in prima visione su Rai 3 dal 17 luglio 2006 al 4 settembre 2009.

## Produzione
Questo serial televisivo è stato lo spin-off estivo della fiction di Raitre Un posto al sole.
Un posto al sole d'estate ha debuttato sulla terza rete Rai nell'estate del 2006 e si è conclusa definitivamente alla fine dell'estate del 2009: è durata in totale 4 stagioni. La voce narrante era del giornalista Paolo Liguori. 
La durata della soap era limitata al periodo estivo: dalla metà di luglio agli inizi di settembre. La prima stagione andava in onda dal lunedì al giovedì, le altre tre sono andate in onda dal lunedì al venerdì.
Nelle prime due stagioni (2006 e 2007) alcuni personaggi dell'opera originale vengono seguiti durante le loro vacanze, con l'aggiunta di nuovi personaggi e storie più semplici che non modificano in modo drastico le vicende di Un posto al sole.
Nelle ultime due stagioni (2008 e 2009), Un posto al sole d'estate ha goduto di una completa autonomia rispetto alla serie madre. I personaggi che facevano da cardine tra le due soap non vengono più inseriti e al loro posto vengono aggiunti quattro personaggi provenienti da Un posto al sole: Emma Contini, Ludovica Mancini, Pietro Maio e Aida Testa. Questi quattro personaggi, facenti parte, in passato, del cast o dei personaggi secondari di Un posto al sole, erano già usciti di scena e le loro vicende in Un posto al sole d'estate sono completamente nuove e figurano come una continuazione delle vicende già precedentemente raccontate nella serie madre.
Altro fattore di differenza tra le prime due stagioni e le ultime due è il quasi totale rinnovo del cast: rimane tra i protagonisti solo Luigi Petrazzuolo. Anche il personaggio di Aida era stato presente, per breve tempo, nella seconda stagione, così come l'attore Lucio Allocca, ma il personaggio di Osvaldo che interpreta dalla terza stagione è completamente nuovo rispetto a quello di Otello Testa.
La location di Un posto al sole d'estate non è Napoli, ma Massa Lubrense, vicino a Napoli. Tuttavia molte scene vengono girate nel Centro di Produzione TV Rai del capoluogo campano.
L'intento di questa sperimentazione durata 4 anni era quello di intrattenere i fan più appassionati anche durante il periodo estivo, senza precludere la comprensione della storia agli altri fan che non seguono questa versione della soap.
Inoltre, Un posto al sole d'estate, nel periodo in cui è andato in onda, era uno dei pochi programmi trasmessi in prima TV nel periodo estivo, periodo in cui generalmente predominavano i programmi in replica. 
Il serial estivo ha in comune con il serial originario sia la durata delle singole puntate, che è di circa 25-30 minuti, e sia la fascia oraria di messa in onda: l'access prime time.
Per quanto riguarda l'aspect ratio, le prime tre stagioni sono state girate in 4:3 e trasmesse nel tradizionale rapporto d'aspetto. La quarta stagione, invece, in occasione del progressivo switch-off, è stata girata in 16:9, ma trasmessa in 4:3 letterbox.

## Episodi
| Stagione         | Episodi | Prima TV Italia              |
| ---------------- | ------- | ---------------------------- |
| Prima stagione   | 32      | 17 luglio - 31 agosto 2006   |
| Seconda stagione | 40      | 16 luglio - 6 settembre 2007 |
| Terza stagione   | 40      | 14 luglio - 5 settembre 2008 |
| Quarta stagione  | 40      | 13 luglio - 4 settembre 2009 |

## Prima stagione
Titolo: Un posto al sole d'estate - Cercasi Elena disperatamente.

### Trama (2006)
Elena è tra i concorrenti di un reality show intitolato "Grande Hotel a 10 stelle", che trasmette dall'hotel di Massa Lubrense, il cui direttore è Saverio, un uomo arrogante, avido e calcolatore. Il reality show è ideato, curato e condotto dalla cinica Viviana Monti, e va in onda su Telecapri, la televisione privata più nota della Campania. Ma pochi giorni dopo l'inizio del programma, Elena scompare misteriosamente. Andrea, allora, si reca a Massa Lubrense per cercare di rintracciarla. Viola, qualche settimana dopo, raggiunge Andrea, perché ha saputo che lui sta brancolando nel buio. Gli unici indizi che il fotografo ha in mano sono le registrazioni delle puntate del reality sottratte illecitamente dall'archivio del programma. Andrea ha affittato una stanza presso il ristorante/albergo di Guglielmo, un uomo un po' all'antica e buono. Guglielmo è vedovo e vive con suo nipote Pasqualino, un ragazzo che è diventato muto dopo il trauma della morte di sua madre, e con sua nipote Serena, cugina di Pasqualino, ragazza schietta ed estroversa. Serena è promessa sposa di Luca, un giovane onesto e lavoratore.
A causa del suo eccessivo attaccamento alla tradizione culinaria, il ristorante di Guglielmo ha sempre pochi clienti. Saverio, che è cognato di Guglielmo, cerca di convincerlo a vendergli il ristorante. Tra i due cognati c'è sempre stato un profondo astio, e Guglielmo rifiuta qualsiasi offerta di Saverio. Mentre il reality show va avanti anche senza di Elena, Andrea ha forse trovato la pista giusta per rintracciala e per scoprire la verità.
Dopo aver scoperto che sono proprio Pasqualino e Guglielmo ad aver aiutato Elena a nascondersi, Andrea ha un riavvicinamento con Viola, i due tornano insieme. Elena rivela a Andrea di essere incinta, è lui il padre, in passato avevano avuto un piccolo flirt. Quando Viola viene a sapere la verità, abbandona Massa Lubrense e torna a Napoli, Andrea e Elena decidono di tenere il bimbo e tornare Napoli.
Nel frattempo Guglielmo frequenta e si innamora della sua cantante preferita: Giovanna, anche lei partecipa al reality di Elena.
Serena invece, forse sentendosi oppressa dal suo imminente matrimonio, cerca una via di fuga in Max, un fotografo, che le promette anche di farla entrare nel mondo della televisione, quando però Serena scopre che Max vuole solo una storia con lei, la ragazza torna con Luca.
Guglielmo rivela a Pasqualino di essere suo padre, inizialmente il ragazzo prende molto male la cosa, poi, anche con l'aiuto di Guglielmo, accetta il fatto e comincia ad instaurare con il padre un rapporto più profondo, riprendendo anche a parlare.
Cast
- Valentina Pace - Elena
- Davide Devenuto - Andrea
- Ilenia Lazzarin - Viola
- Sergio Solli - Guglielmo
- Ciro Esposito - Luca
- Federica Apicella - Serena
- Paolo Casiraghi - Max
- Giorgio Locuratolo - Saverio
- Lucianna De Falco - Addolorata
- Antonio Conte - Fabio
- Fiorella Zullo - Marianna
- Carlo Marchelli - Carlo
- Domenico Bolsano - Alberto
- Adriana Marega - Selvaggia
- Max Parodi - Toni
- Daniela Scarlatti - Viviana
- Luigi Petrazzuolo - Pasqualino
- Emanuela Rossi - Giovanna

## Seconda stagione
Titolo: Un posto al sole d'estate.

### Trama (2007)
La seconda serie si apre con Renato, Niko e Raffaele che si recano al villaggio vacanze di Massa Lubrense diretto da Saverio. Lì conosceranno Guglielmo, Pasqualino, Serena e Luca. Successivamente, dopo il ritorno a Napoli sia di Raffaele che di Renato, Otello e Teresa si concedono una vacanza-premio, ma l'invadenza di Aida è causa di problemi; inoltre Otello è vittima della gelosia: Teresa, durante una gara di ballo, esegue un ballo con Vittorio, un ispettore di polizia. Tra i due non succederà mai nulla, ma Otello sarà roso dalla gelosia. Michele, invece, accompagna la figlia Rossella al villaggio, qui Rossella si esibirà, per gioco e anche per uno scherzo di Aida, nelle vesti di chiromante. Qualche settimana dopo Marina, accompagnata da Elena al ristorante di Guglielmo, deve fare i conti con il suo passato: viene infatti a conoscenza che il suo primo amore, il padre di Lorenzo è morto in un incidente stradale poco prima di chiederla in moglie, se l'uomo non fosse deceduto, probabilmente la vita di Marina sarebbe stata molto più semplice e diversa da quella attuale. Anche Guido, dopo il ritorno di Otello e Teresa a casa, va a Massa Lubrense, qui lo seguiranno anche Assunta e il figlio Vittorio, sarà proprio in questa sede che Assunta chiederà a Guido di ritornare insieme.
In tutto questo periodo intanto l'astio tra i cognati Saverio e Guglielmo non è affatto diminuito, anzi: Saverio odia profondamente Guglielmo. Serena lavora nel villaggio di Saverio; Guglielmo non sa che sua nipote ha una relazione con Saverio. Pasqualino ha ricominciato a parlare, e ha instaurato un rapporto ancora più bello con Guglielmo. Guglielmo si è fidanzato ufficialmente con Giovanna; i due lavorano insieme al ristorante, hanno una grande intesa e si amano molto. Ma il piano distruttivo di Saverio incombe su di loro, sulla loro serenità e sulla libertà di Guglielmo. Quest'ultimo e Giovanna avranno anche una grande crisi, dovuta alle grosse diversità caratteriali, la donna lo tradirà anche con Benny, un suo collega cantante. Poi, però, l'amore vincerà. Pasqualino, invece, diventa molto amico di Niko, quest'ultimo, dopo la partenza del padre, viene assunto al ristorante di Guglielmo, l'intento di Niko è quello di riconquistare il suo amore d'infanzia Azzurra, la ragazza lavora come insegnante di ginnastica al villaggio di Saverio. La tentata conquista di Niko fallirà, Azzurra infatti, molto interessata anche a Pasqualino, finirà con l'andarsene per un viaggio negli Stati Uniti, prima della fine dell'estate, lasciando tutti e due i ragazzi a bocca asciutta.
Nelle ultime settimane Saverio viene aggredito e entra in coma; del tentato omicidio viene accusato Guglielmo, e grazie alle investigazioni di Andrea la verità viene fuori: a tentare alla vita di Saverio è stata Maria Rosa, una cameriera che Saverio aveva tentato di violentare.
L'estate termina con un concerto di Carmen al ristorante di Guglielmo, con lei anche Pupo, inoltre Serena ritorna ufficialmente con Luca, dopo che a lui è stato offerto un lavoro a Milano.
Cast principale
- Serena Rossi - Carmen
- Francesco Vitiello - Diego
- Nina Soldano - Marina
- Valentina Pace - Elena
- Davide Devenuto - Andrea
- Patrizio Rispo - Raffaele
- Marzio Honorato - Renato
- Luca Turco - Niko
- Martina Carletti - Azzurra
- Luigi Petrazzuolo - Pasqualino
- Carmen Scivittaro - Teresa
- Lucio Allocca - Otello
- Rosaria De Cicco - Aida
- Germano Bellavia - Guido
- Daria D'Antonio - Assunta
- Max Schioppa - Ciro
- Alberto Rossi - Michele
- Marina Giulia Burattini - Rossella
- Giorgio Locuratolo - Saverio
- Emanuela Rossi - Giovanna
- Emanuele Salce - Benny
- Federica Apicella - Serena
- Ciro Esposito - Luca
- Sergio Solli - Guglielmo

Cast secondario
- Sara Armentano - Mafalda
- Gaia Bassi - Maria Rosaria
- Vincenzo Catapano - Luigi
- Peppe Celentano - Vittorio
- Biancamaria Lelli - Adele
- Roberta Nanni - Ulla
- Alberto Tordi - Massimo Ventura
- Roberta Amoroso - Susi
- Pupo ha partecipato come guest star all'ultimo episodio.

## Terza stagione
Titolo: Un posto al sole d'estate. La terza stagione di questa fiction è composta da 40 puntate.

### Trama (2008)
Emma Contini (Valeria Morosini), di ritorno dagli Stati Uniti d'America insieme al suo fidanzato Sergio (Renato Raimo), ricomincia a fare la giornalista per un settimanale scandalistico che la invia al villaggio "Baia 1000" di Massa Lubrense; prima di iniziare a lavorare, Emma scopre il tradimento del suo fidanzato, che la rimprovera di avere poca femminilità. Dopo un drammatico litigio, i due si lasciano. Emma inizia a frequentare un animatore che si fa chiamare "Dado" (Salvatore Simeoli); inizialmente, lei non aveva alcuna considerazione per lui in quanto lo considerava solo un playboy dal fisico impeccabile ma dalla scarsa cultura e sensibilità. Lui, poiché non accetta il fatto di essere respinto da una donna, inizia a corteggiarla cercando di sembrare un intellettuale romantico. Lei è confusa, lui crede di averla in pugno, ma poi un bacio inaspettato cambia radicalmente le cose.
A capo di questo villaggio, chiamato appunto "Baia 1000", c'è Alfredo Benvenuto (Mario Porfito), il quale cercherà di recuperare il suo rapporto con l'introversa figlia Penni (Ada Febbraio), figlia dell'ex-moglie di lui, Margherita (Stefania Barca). Penni ha 17 anni, e nel corso della sua vita Alfredo è stato un padre assente, in quanto era troppo impegnato con il suo lavoro di comandante di navi da crociera. Ma ora Alfredo si è reso conto di avere sbagliato e vuole rimediare. Inizialmente Penni non sembra intenzionata a dargli una seconda possibilità. Nel frattempo, Penni si innamora di Pietro (Luca Riemma), il quale riesce a trovare un posto di lavoro al villaggio grazie a lei. Nessuno, al villaggio, sa che Pietro ha dei precedenti penali: tuttavia il ragazzo ha capito i suoi errori e vorrebbe vivere onestamente, ma ha dei gravi problemi economici ed è debitore di due delinquenti.
Alfredo dirige una troupe colorita e frizzante. La sua subalterna più importante è Stefania (Daniela Fazzolari), ambiziosa vice-direttrice del villaggio. Il responsabile del beauty center è Osvaldo (Lucio Allocca); quando l'esuberante Aida (Rosaria De Cicco) inizia a lavorare per lui, non nota subito l'incredibile somiglianza tra il suo capo e suo fratello Otello (interpretato dallo stesso Lucio Allocca).
Pasqualino (Luigi Petrazzuolo) si è fatto assumere come cameriere per poter stare vicino a Susy (Roberta Amoroso), la dolce e un po' imbranata fidanzatina di Pasqualino; Susy ha 14 anni, lavora al villaggio come stagista e ha conosciuto Pasqualino circa un anno prima. Le circostanze creano problemi a Pasqualino e a Susy sia in campo sentimentale sia in campo lavorativo. Al piano bar del ristorante c'è il musicista Antonio (Giulio Forges Davanzati), il quale ritrova dopo tanto tempo la ragazza della quale era innamorato al liceo, Ludovica Mancini (Silvia Giordano). Antonio, nonostante abbia già una relazione con Stefania, scopre di essere ancora innamorato di Ludovica. Quest'ultima era giunta al villaggio come ospite, ma poi, avendo speso più denaro di quello di cui disponeva, è diventata donna delle pulizie. Antonio, però, si accorge del suo talento per il canto, e la convince a cantare con lui al piano bar; la ragazza accetta, e così interpreta ogni sera le canzoni dell'album Amore che. Tuttavia Ludovica è afflitta da un gravissimo problema: è sieropositiva, e fino a poco tempo prima faceva la prostituta.
Purtroppo, a poco a poco si scopre che Stefania non è solo una persona antipatica, ma è anche subdola, malvagia e calcolatrice. Ha un atteggiamento dittatoriale verso i dipendenti del villaggio; ha ideato un piano per far sì che la direzione di "Baia 1000" licenzi Alfredo e affidi il ruolo di capo-villaggio a lei. Per farlo si serve dell'aiuto di Pietro, che compie una serie di sabotaggi per suscitare del malcontento fra i clienti. Pietro è costretto ad ubbidire a Stefania per via dei suoi problemi economici, ma quando capisce che Alfredo è una bravissima persona e quando si innamora, ricambiato, di Penni, inizia ad essere tormentato dai sensi di colpa. Il piano diabolico di Stefania viene poi scoperto da Alfredo, Stefania viene licenziata, Pietro, anche se difficilmente, viene perdonato.
Aida si innamora di Giangiacomo, ma lui la lascia pochi giorni prima della fine dell'estate con la promessa di reincontrarla la prossima estate.
Ludovica, dopo aver rivelato sia a Penni che ad Alfredo la sua sieropositività, lo rivela anche ad Antonio, inizialmente il ragazzo scappa, poi si rende conto di amare veramente Ludovica e i due instaurano una relazione stabile.
Anche Emma e Dado finiscono insieme, Emma segue anche Dado in Brasile, in un nuovo villaggio vacanze e rifiuta la proposta di Sergio di scrivere un nuovo film insieme.
Margherita ha una serie di scontri con Alfredo, dovuti al fatto che scopre che il suo attuale compagno è il proprietario di Baia Mille, e che lei ha raccomandato Alfredo. I rapporti tra i due si sistemano, lentamente, ma hanno un modo diverso di vedere anche la nascita del rapporto tra loro figlia e Pietro, Alfredo li osteggia, Margherita li appoggia.
Cast principale
- Valeria Morosini - Emma Contini
- Salvio Simeoli - Davide "Dado" Morelli
- Silvia Giordano - Ludovica Mancini
- Giulio Forges Davanzati - Antonio Brizio
- Daniela Fazzolari - Stefania Ricci
- Rosaria De Cicco - Aida Testa
- Lucio Allocca - Osvaldo Tetti
- Luca Riemma - Pietro Maio
- Ada Febbraio - Penelope "Penni" Benvenuto
- Luigi Petrazzuolo - Pasqualino Russo
- Roberta Amoroso - Susy Masuottolo
- Mario Porfito - Alfredo Benvenuto

Cast secondario
- Samuele Sbrighi - Massimo "Billo" Billotta
- Franco Mirabella - Giangiacomo Buontempo
- Lisa Fusco - Luana Catama
- Stefania Barca - Margherita Giorgi
- Renato Raimo - Sergio Keller
- Adriana De Guilmi - Caterina Mancini
- Carolina Marconi - Natalia "Ten" Mega
- Daniele Favilli - Federico Reali
- Marco Fasano - se stesso

### Musiche
Nella terza stagione le musiche hanno molta importanza.
- il compositore della maggior parte delle musiche è il maestro Antonio Annona
- durante alcune puntate si ascolta in sottofondo il singolo La voce del mare di Pietra Montecorvino
- Silvia Giordano interpreta il singolo Mareluna di Pino Daniele.
- la canzone della sigla è scritta da Antonio Annona e da Bruno Lanza ed è interpretata da Silvia Giordano e da Carlo Famularo.

### Citazioni
Nella terza stagione vengono citati:
- i libri: Ulisse di James Joyce e Cuore di Edmondo De Amicis
- il poema Odissea di Omero
- i film Travolti da un insolito destino nell'azzurro mare d'agosto e American Gigolò
- i più svariati personaggi storici: Cleopatra, Poppea, Confucio, Fred Astaire
- il Colosseo; la megalopoli Los Angeles; le città italiane Matera e Sorrento; la città greca Mykonos
- il regista Mel Gibson

## Quarta stagione
Titolo: Un posto al sole d'estate. La quarta stagione è composta da 40 puntate, ed è stata trasmessa in prima visione dal 13 luglio al 4 settembre 2009.

### Trama (2009)
Il cast della terza stagione è quasi interamente confermato, più alcune new entry e guest star.
Cast principale
- Silvia Giordano - Ludovica
- Giulio Forges Davanzati - Antonio
- Salvio Simeoli - Dado
- Mirta Pepe - Adriana
- Gianni Nazzaro - Fulvio
- Luigi Petrazzuolo - Pasqualino
- Roberta Amoroso - Susi
- Rosaria De Cicco - Aida
- Franco Mirabella - Giangiacomo
- Lucio Allocca - Osvaldo
- Kiara Tomaselli - Claudia
- Luca Riemma - Pietro
- Ada Febbraio - Penni
- Mario Porfito - Alfredo
- Stefania Barca - Margherita
- Francesca Delfino - Laura
- Fabien Lucciarini - Mathieu

Cast secondario
- Clemenza Fantoni - Giuliana Piscopo
- Adriana De Guilmi - Caterina Mancini
- Max Schioppa - Ciro Pinaso
- Gaia Zoppi - Tosca Cavalieri
- Samuele Sbrighi - Massimo "Billo" Billotta
- Ludmilla Radchenko - Natasha Popova
- Cecilia Perrotta - Tiziana Mancini
- Carlo Vitale - Aldo Noto
- Gioia Miale - Maria Morelli